# Phil Murphy

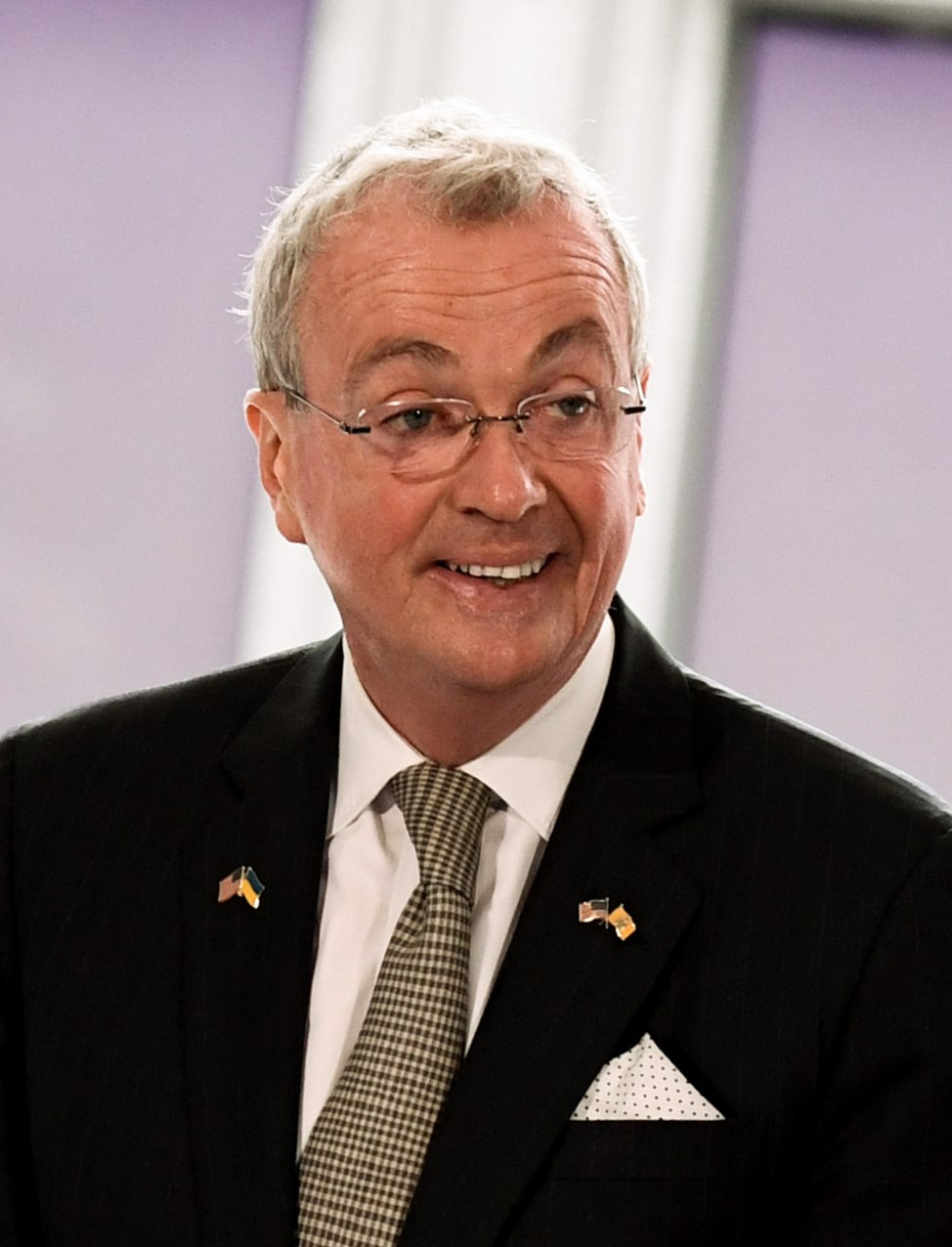
Philip D. Murphy (2022)

Philip Dunton Murphy (* 16. August 1957 in Needham, Großraum Boston, Massachusetts) ist ein US-amerikanischer Politiker, Diplomat und Investmentbanker. Er ist seit dem 16. Januar 2018 Gouverneur von New Jersey.
Von 2009 bis 2013 war er Botschafter der Vereinigten Staaten in Deutschland.

## Familie und Ausbildung
Aufgewachsen in Needham als Sohn einer Sekretärin und eines Schulabbrechers machte Murphy mit einem Stipendium 1979 an der Harvard University einen Abschluss in Wirtschaftswissenschaften (A.B. in Economics) und erhielt 1983 an der Wharton School der University of Pennsylvania den Master of Business Administration. Er ist verheiratet und hat vier Kinder.

## Karriere bei Goldman Sachs
Von 1993 bis 1997 leitete Murphy das Frankfurter Büro von Goldman Sachs, wo er für die Aktivitäten in Deutschland, der Schweiz und Österreich sowie in den damals aufstrebenden Volkswirtschaften Mitteleuropas verantwortlich war. Von 1997 bis 1999 war Murphy Präsident von Goldman Sachs (Asien). Insgesamt arbeitete er 23 Jahre bei Goldman Sachs, wo er eine Reihe von hochrangigen Positionen innehatte, bevor er 2003 Senior Director des Unternehmens wurde, was er bis zu seinem Ausscheiden 2006 blieb.

## Botschafter in Deutschland

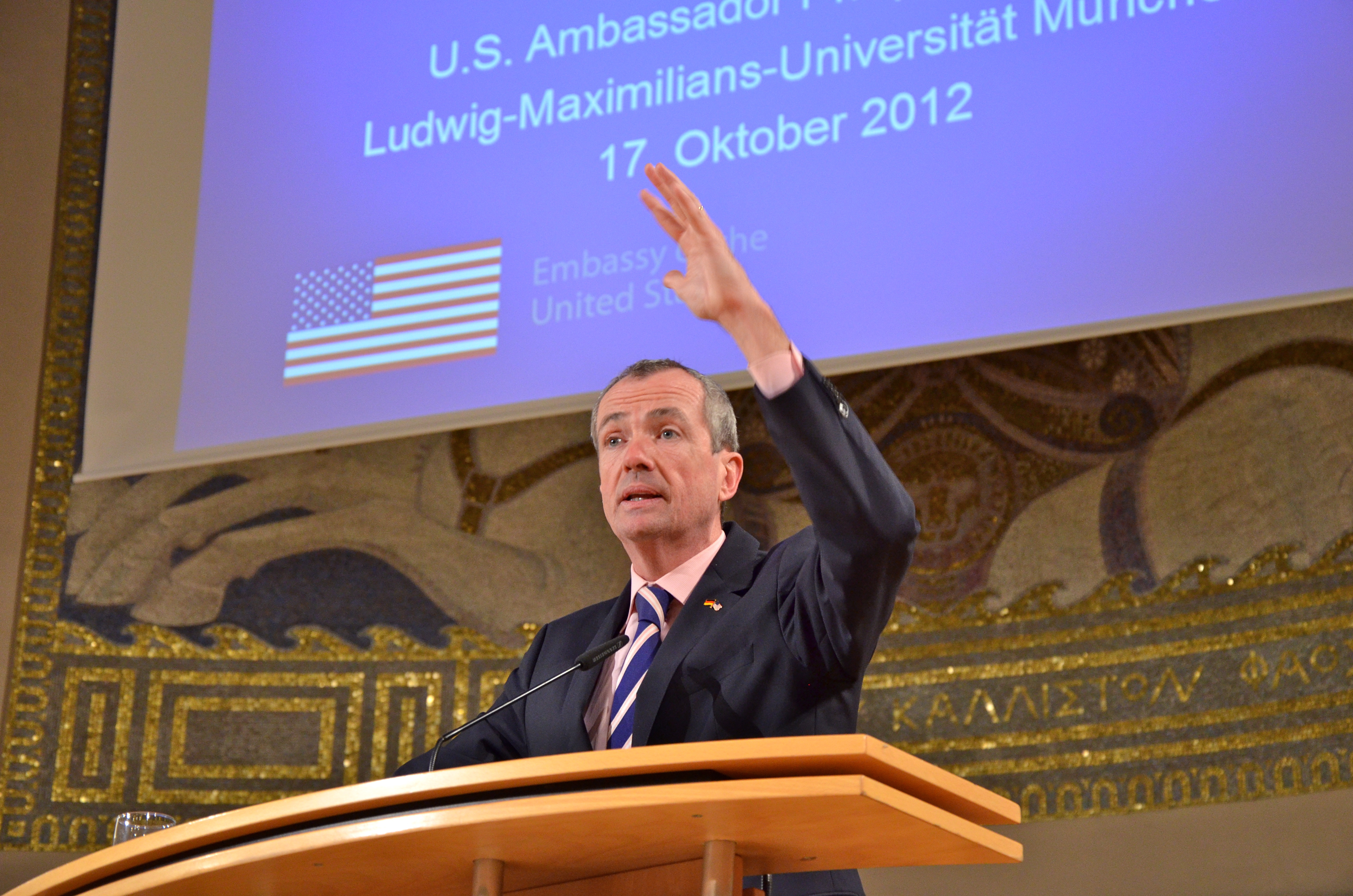
US-Botschafter Murphy bei einem Vortrag in München im Jahr 2012

Im Präsidentschaftswahlkampf 2008 sammelte Murphy für Obama Spenden, nachdem er als Superdelegierter in der parteiinternen Vorwahl bis Mai 2008 keine Entscheidung im Vorwahlkampf zwischen Hillary Clinton und Obama getroffen hatte. Murphy arbeitete 2009 einige Monate lang für sein eigenes Unternehmen Murphy Enterprises. Am 7. August 2009 wurde er vom US-Senat als Botschafter der Vereinigten Staaten in der Bundesrepublik Deutschland bestätigt. Am 21. August 2009 traf er mit seiner Familie in Berlin ein. Am 3. September 2009 wurde er akkreditiert, indem Bundespräsident Horst Köhler Murphys Beglaubigungsschreiben entgegennahm. Damit trat er die Nachfolge von John M. Koenig an.
In die Amtszeit als Botschafter fällt die Überwachung des Handys von Angela Merkel in Berlin, das die Botschaft in Berlin von 2002 bis 2013 ausspionierte. Im Zuge der Veröffentlichung von Depeschen US-amerikanischer Botschaften durch WikiLeaks und die Presse ab dem 28. November 2010 musste Murphy sich mit der Auswirkung der Affäre auf die deutsch-amerikanischen Beziehungen befassen. Die Depeschen enthielten offene Einschätzungen über deutsche Politiker, wie etwa über die Bundeskanzlerin als „Angela Teflon Merkel“. Murphy rechtfertigte die Berichte als normale diplomatische Arbeit. Man rede miteinander, lerne sich kennen, vertraue sich, teile Einschätzungen. Er sei „unglaublich wütend“ auf denjenigen, der das Material heruntergeladen habe. Seine Leute hätten „nichts falsch gemacht“ und er werde sich „für nichts entschuldigen, das sie gemacht haben“. Am 5. Dezember 2010 entschuldigte sich Murphy für das Leck. Forderungen nach seiner Abberufung wies er zurück.
Im Juli 2013, nach mehr als den üblichen drei Jahren, trat Murphy als Botschafter ab. Sein Nachfolger wurde John B. Emerson.

## Politische Karriere

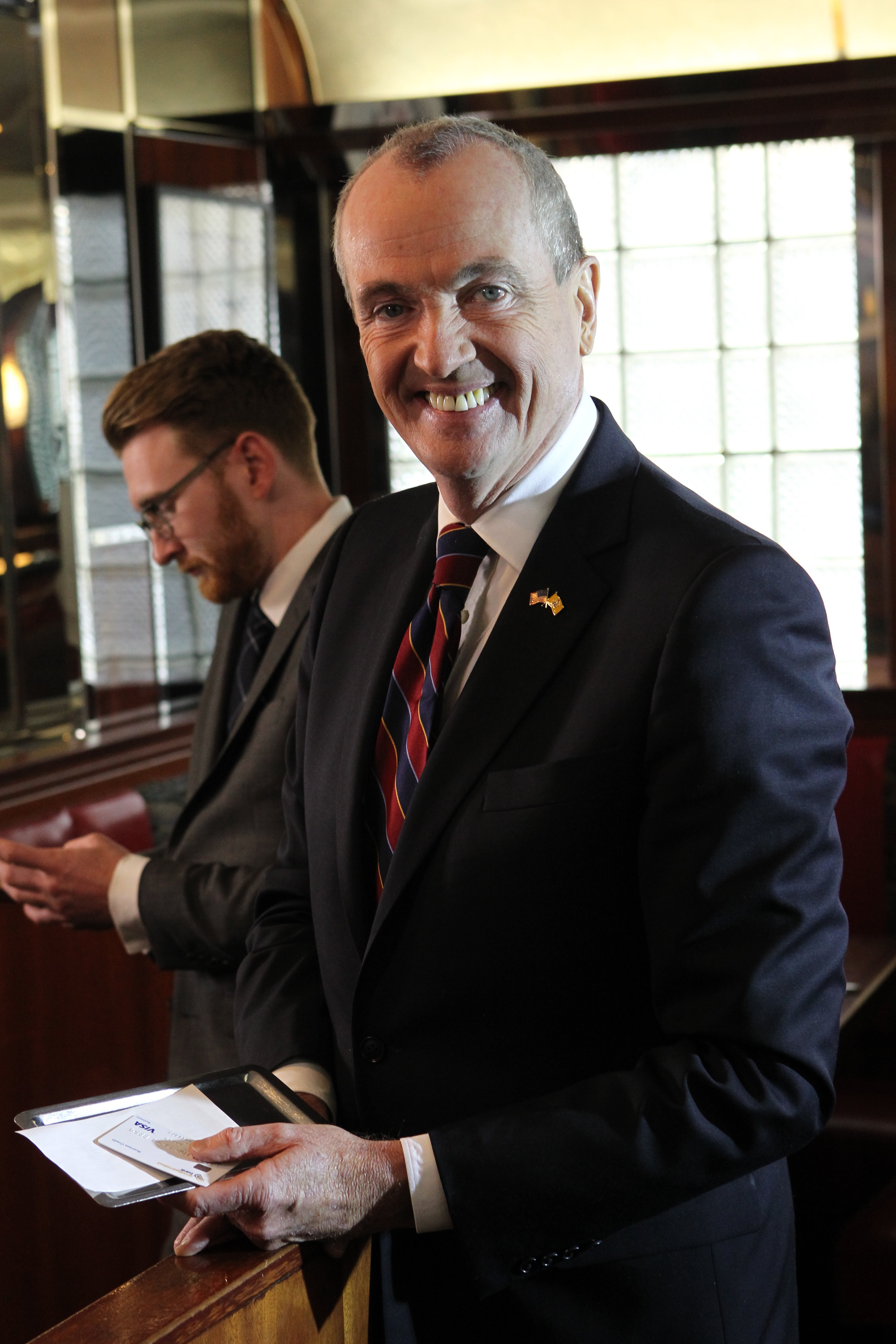
Philip D. Murphy im Gouverneurs-Wahlkampf 2017

Nach seiner Tätigkeit bei Goldman Sachs war Murphy von 2006 bis 2009 Finanzvorstand des Democratic National Committee (DNC), der Bundesorganisation der Demokraten. Er arbeitete eng mit dem damaligen DNC-Vorsitzenden Howard Dean zusammen, stärkte das Fundraising der Partei und unterstützte Deans umfassende 50-Staaten-Strategie auch finanziell.
Im Juni 2017 gewann Murphy die Vorwahl der Demokraten für das Gouverneursamt in New Jersey. Murphy trat daher im November 2017 gegen die Republikanerin Kim Guadagno um die Nachfolge von Chris Christie an und ging aus dieser Wahl als Sieger hervor.
Im November 2021 wurde Murphy als Gouverneur wiedergewählt. Er erhielt jedoch bei der Wahl nur 51,2 % der Stimmen, wobei der republikanische Gegenkandidat 48 % erhielt. 2020 hatte Joe Biden den Bundesstaat noch mit einem Abstand von etwa 16 Prozentpunkten gewonnen.

## Gesellschaftliches Engagement
In den Jahren seiner Tätigkeit bei Goldman Sachs hat sich Murphy stark für gesellschaftliche, kommunale und gemeinnützige Zwecke engagiert. Er war unter anderem Mitglied in Vorständen bzw. Komitees der Bürgerrechtsorganisation National Association for the Advancement of Colored People (NAACP), der Local Initiatives Support Corporation, dem Center for American Progress, von 180 Turning Lives Around und diverser Programme der University of Pennsylvania. Murphy war Mitvorsitzender einer nationalen Arbeitsgruppe für Bildung im 21. Jahrhundert und Vorsitzender einer Arbeitsgruppe, die sich mit den Leistungen für Angestellte im öffentlichen Dienst in seinem Heimatstaat New Jersey befasste. Murphy war im Vorstand des amerikanischen Fußballverbandes USSF und ihres Organisationskomitees für die Bewerbung als Gastgeber der Fußballweltmeisterschaft. Er war federführend daran beteiligt, eine Konzession für professionellen Frauenfußball nach New Jersey zu bringen.

## Auszeichnungen
- 2012: Lucius D. Clay Medaille des VDAC in Neuss[13]
- 2013: Ehrenmitgliedschaft der Deutsch-Amerikanischen Gesellschaft Neuss e. V.[14]
- 2022: Großes Bundesverdienstkreuz mit Stern der Bundesrepublik Deutschland[15]